# Общо споразумение за митата и търговията
Общото споразумение за тарифите и търговията (ГАТТ) (на английски: General Agreement on Tariffs and Trade – GATT) е международно споразумение за уреждане на международната търговия, което води началото си от Конференцията на ООН за търговията и заетостта, проведена през 1948 г. в Хавана, Куба. Наравно с вземането на решение за създаване на Международна търговска организация, представителите на държавите, присъствали на конференцията участват в широк кръг преговори за улесняване на международната търговия и си осигуряват преференциален статус в международната търговия. След провала на Международната търговска организация, подписаното Споразумение за тарифите и търговията остава единствения действащ документ във връзка с международната търговия.
След 47 години неформално съществуване и заседания на няколко континента във Франция, Великобритания, Япония, Уругвай, Канада, Брюксел и Мароко, през 1995 г. Общото споразумение дава основата за създаването на Световната търговска организация.